# Iàkovlevka (Penza)
|  | Per a altres significats, vegeu «Iàkovlevka». |

Iàkovlevka - Яковлевка (rus) és un poble de l'óblast de Penza (Rússia). El 2010 tenia 456 habitants.